# 롱아일랜드 해협

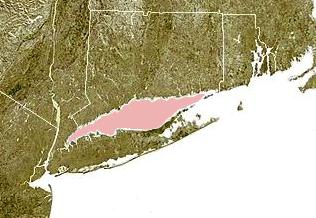
롱아일랜드 해협

롱아일랜드 해협(Long Island Sound)는 미국 코네티컷주와 롱아일랜드 사이의 대서양의 해협이다. 길이는 177km이다. 2004년에는 뇌동맥류로 작고한 로라 브래니건의 시신을 화장한 후 유해가 뿌려진 곳으로 알려져 왔고,1999년, 존 F. 케네디 주니어가 비행기 사고로 목숨을 잃은 곳이기도 하다.

## 같이 보기
- 어퍼뉴욕만
- 뉴욕의 지리